# Andrea Lenzi
Andrea Lenzi, né le 29 juin 1988 à Varèse, est un rameur italien.

## Carrière
Il remporte le titre du huit poids légers lors des Championnats du monde 2006. Il est médaillé de bronze de cette épreuve aux Championnats du monde 2007 et médaillé d'or aux Championnats du monde 2008. Aux Championnats d'Europe 2009, il obtient la médaille d'argent du deux avec barreur.
Aux Championnats du monde d'aviron 2010, il est médaillé d'argent en deux avec barreur ainsi que dans l'épreuve handisport du quatre avec barreur.